# Carville-Pot-de-Fer
Pour les articles homonymes, voir Carville.
Carville-Pot-de-Fer est une commune française située dans le département de la Seine-Maritime en région Normandie.

## Géographie

### Localisation
| Veauville-lès-Quelles |                     | Routes      |
| Robertot              | Canville-Pot-de-Fer |             |
| Héricourt-en-Caux     | Anvéville           | Harcanville |

La commune est située dans le pays de Caux.

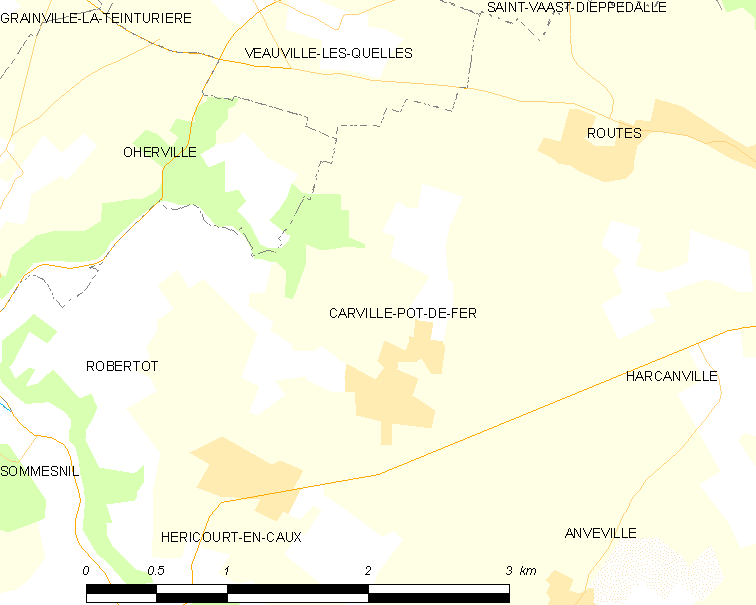
Carte de la commune.
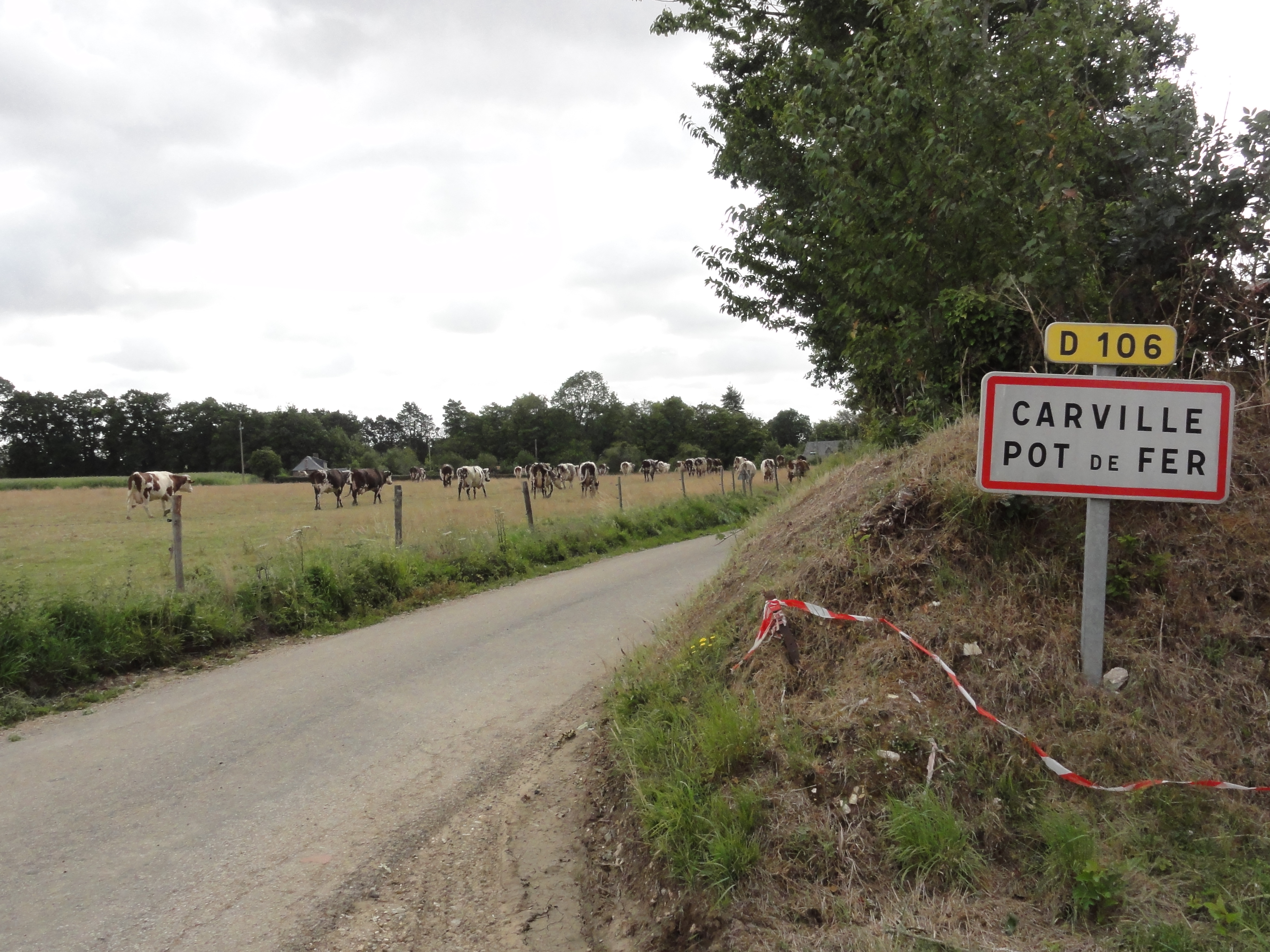
Entrée de Carville-Pot-de-Fer.
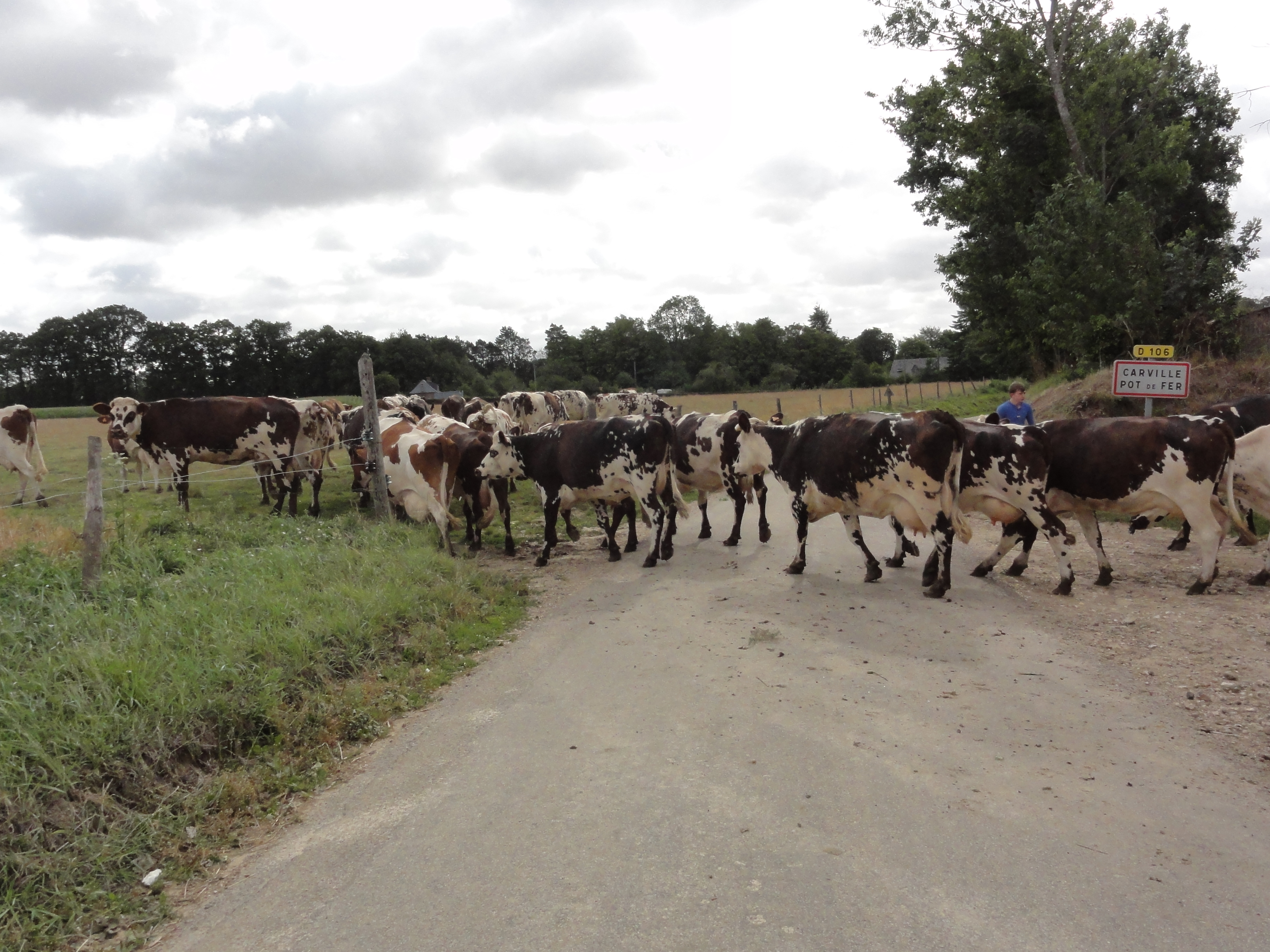
Vaches allant au pré.
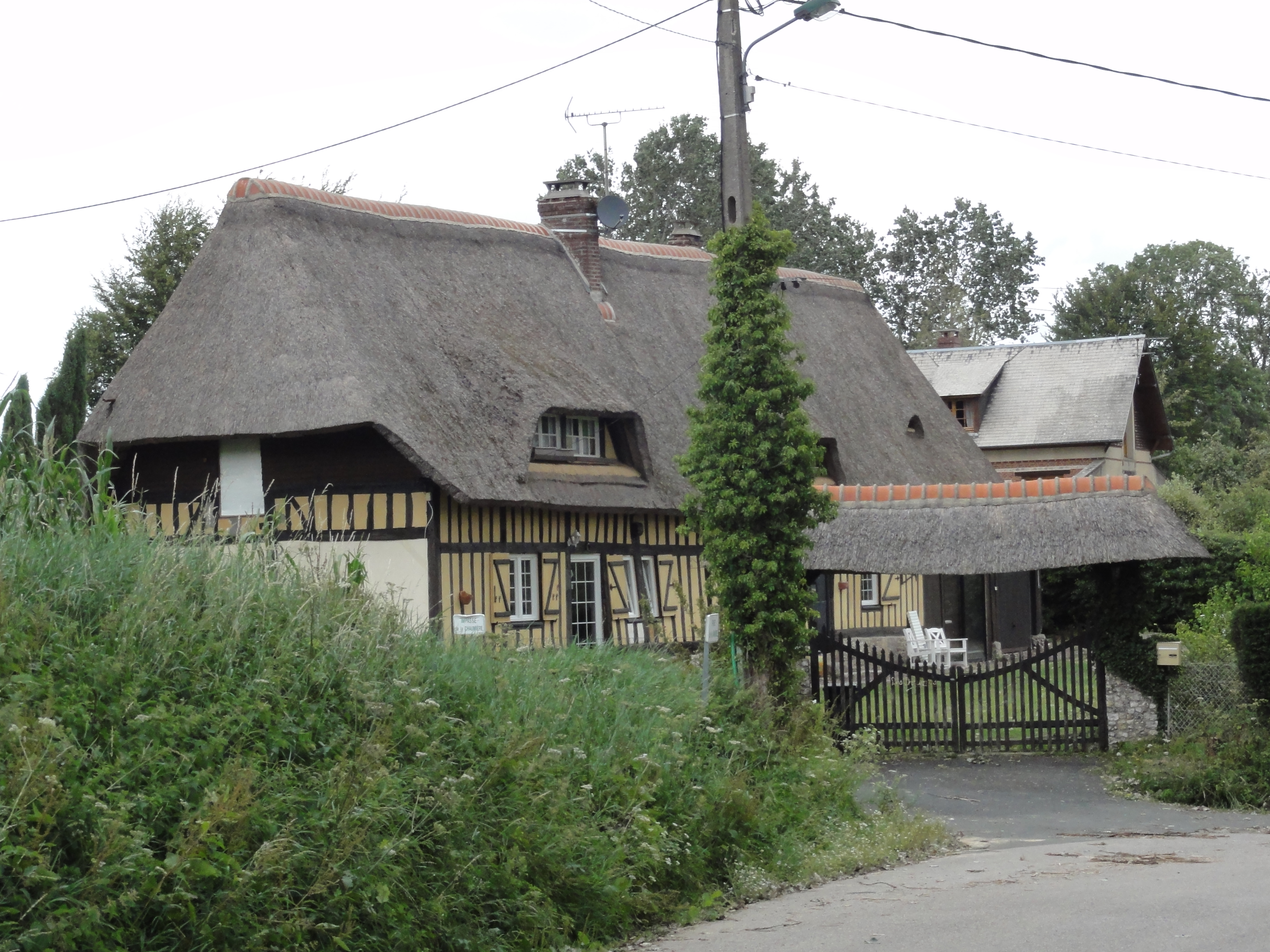
Chaumière normande.

### Hydrographie
La commune est située dans le bassin Seine-Normandie. Elle n'est drainée par aucun cours d'eau,.

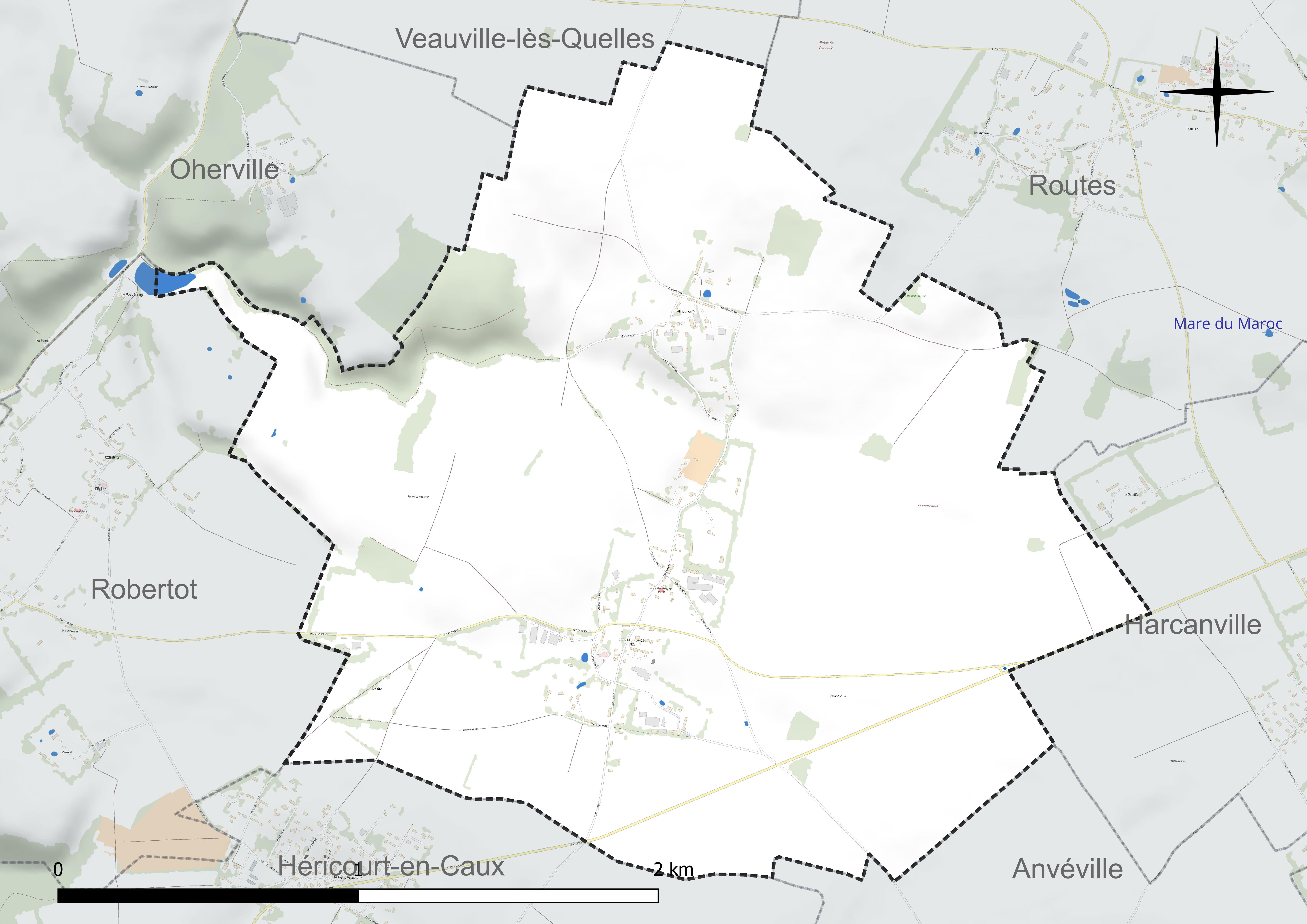
Réseau hydrographique de Carville-Pot-de-Fer.

### Climat
Pour des articles plus généraux, voir Climat de la Normandie et Climat de la Seine-Maritime.
En 2010, le climat de la commune est de type climat océanique franc, selon une étude du CNRS s'appuyant sur une série de données couvrant la période 1971-2000. En 2020, Météo-France publie une typologie des climats de la France métropolitaine dans laquelle la commune est exposée à un climat océanique et est dans la région climatique Côtes de la Manche orientale, caractérisée par un faible ensoleillement (1 550 h/an) ; forte humidité de l’air (plus de 20 h/jour avec humidité relative > 80 % en hiver), vents forts fréquents. Parallèlement le GIEC normand, un groupe régional d’experts sur le climat, différencie quant à lui, dans une étude de 2020, trois grands types de climats pour la région Normandie, nuancés à une échelle plus fine par les facteurs géographiques locaux. La commune est, selon ce zonage, exposée à un « climat maritime », correspondant au Pays de Caux, frais, humide et pluvieux, légèrement plus frais que dans le Cotentin.
Pour la période 1971-2000, la température annuelle moyenne est de 10,2 °C, avec une amplitude thermique annuelle de 13 °C. Le cumul annuel moyen de précipitations est de 954 mm, avec 13,8 jours de précipitations en janvier et 8,8 jours en juillet. Pour la période 1991-2020, la température moyenne annuelle observée sur la station météorologique la plus proche, située sur la commune d'Ectot-lès-Baons à 10 km à vol d'oiseau, est de 10,8 °C et le cumul annuel moyen de précipitations est de 905,5 mm,. Pour l'avenir, les paramètres climatiques de la commune estimés pour 2050 selon différents scénarios d’émission de gaz à effet de serre sont consultables sur un site dédié publié par Météo-France en novembre 2022.

## Urbanisme

### Typologie
Au 1er janvier 2024, Carville-Pot-de-Fer est catégorisée commune rurale à habitat très dispersé, selon la nouvelle grille communale de densité à sept niveaux définie par l'Insee en 2022.
Elle est située hors unité urbaine et hors attraction des villes,.

### Occupation des sols
L'occupation des sols de la commune, telle qu'elle ressort de la base de données européenne d’occupation biophysique des sols Corine Land Cover (CLC), est marquée par l'importance des territoires agricoles (90,6 % en 2018), une proportion identique à celle de 1990 (90,6 %). La répartition détaillée en 2018 est la suivante : 
terres arables (77,1 %), prairies (7,7 %), zones agricoles hétérogènes (5,9 %), zones urbanisées (5,5 %), forêts (3,9 %). L'évolution de l’occupation des sols de la commune et de ses infrastructures peut être observée sur les différentes représentations cartographiques du territoire : la carte de Cassini (XVIIIe siècle), la carte d'état-major (1820-1866) et les cartes ou photos aériennes de l'IGN pour la période actuelle (1950 à aujourd'hui).

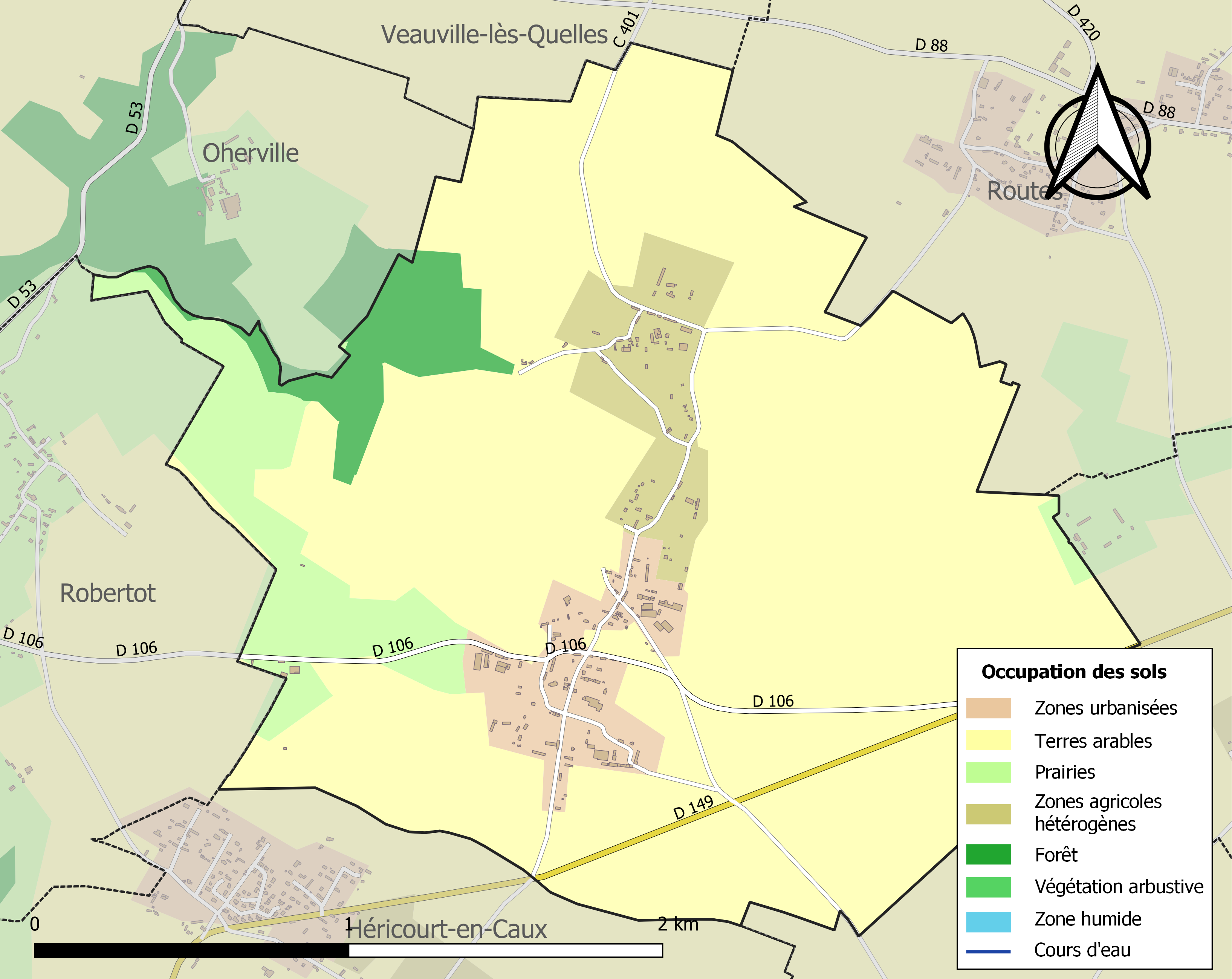
Carte des infrastructures et de l'occupation des sols de la commune en 2018 (CLC).

## Toponymie
Le nom de la localité est attesté sous les formes Carevilla et Karevilla en  1210, Ecc. de Carevilla vers 1240, Par. Sancti Hylarii de Karevilla en 1258 (Archives départementales de la Seine-Maritime, 19 H), Terra de Carvilla en 1259 et 1260 (Delisle Cart. n. 640), Carville sus Herecourt en 1431 (Longnon), Carville sur Herecourt en 1371 (Arch. Nat. J 214 A), Egl. Saint Hylaire de Carville en 1334 (Arch. S.-M. 19 H cart. f. 252), Carville en 1319 (Arch. S.-M. G 3267, 3268), Carville en Caux en 1390 (Arch. S.-M. tab. Rouen, reg. 5 f. 12), Ecc. de Carvilla en 1407 (Arch. S.-M. 7 H), Ecc. Sancti Hylarii de Carville en 1489 (Arch. S.-M. G 9481, 9531), Carville sur Hairecourt ou Herecourt en 1548, Saint Hilaire de Carville en 1567 (Etat civil), Parr. Ecc. Sancti Hilarii de Carville en 1661, Saint Hilaire de Carville en 1714 (Arch. S.-M. G 1672, 738), Carville pot de fer en 1715 (Frémont), Carville sur Héricourt ou Pot de Fer en 1757 (Cassini), Carville sur Héricourt en 1788, Carville Pot de Fer en 1793, Carville-sur-Héricourt en 1801, Carville Pot de Fer en 1953.
Pot-de-Fer est un syntagme moderne qui se réfère à une enseigne d'auberge.

## Histoire
La commune était anciennement appelée Carville-sur-Héricourt. Les paroisses de Carville-Pot-de-Fer et d'Attemesnil sont réunies par ordonnance royale en 1823.

## Politique et administration
| Période                                  | Période  | Identité             | Étiquette | Qualité |
| ---------------------------------------- | -------- | -------------------- | --------- | ------- |
| 1860                                     |          | Leboucher            |           |         |
| Les données manquantes sont à compléter. |          |                      |           |         |
| mars 2001                                | 2014     | Patrice Marc         |           |         |
| 2014                                     | mai2020  | Jean-Michel Delamare |           |         |
| mai 2020                                 | En cours | M. Dany Biard        |           |         |

## Démographie
L'évolution du nombre d'habitants est connue à travers les recensements de la population effectués dans la commune depuis 1793. Pour les communes de moins de 10 000 habitants, une enquête de recensement portant sur toute la population est réalisée tous les cinq ans, les populations de référence des années intermédiaires étant quant à elles estimées par interpolation ou extrapolation. Pour la commune, le premier recensement exhaustif entrant dans le cadre du nouveau dispositif a été réalisé en 2008.

En 2022, la commune comptait 103 habitants, en évolution de −7,21 % par rapport à 2016 (Seine-Maritime : +0,35 %, France hors Mayotte : +2,11 %).
| 1793 | 1800 | 1806 | 1831 | 1836 | 1841 | 1846 | 1851 | 1856 |
| ---- | ---- | ---- | ---- | ---- | ---- | ---- | ---- | ---- |
| 278  | 224  | 216  | 469  | 496  | 474  | 461  | 461  | 422  |

| 1861 | 1866 | 1872 | 1876 | 1881 | 1886 | 1891 | 1896 | 1901 |
| ---- | ---- | ---- | ---- | ---- | ---- | ---- | ---- | ---- |
| 418  | 392  | 342  | 330  | 271  | 312  | 268  | 255  | 273  |

| 1906 | 1911 | 1921 | 1926 | 1931 | 1936 | 1946 | 1954 | 1962 |
| ---- | ---- | ---- | ---- | ---- | ---- | ---- | ---- | ---- |
| 274  | 260  | 217  | 221  | 212  | 143  | 148  | 147  | 143  |

| 1968 | 1975 | 1982 | 1990 | 1999 | 2006 | 2008 | 2013 | 2018 |
| ---- | ---- | ---- | ---- | ---- | ---- | ---- | ---- | ---- |
| 152  | 120  | 138  | 113  | 111  | 102  | 99   | 115  | 101  |

| 2022 | - | - | - | - | - | - | - | - |
| ---- | - | - | - | - | - | - | - | - |
| 103  | - | - | - | - | - | - | - | - |

## Culture locale et patrimoine

### Lieux et monuments
- Église Saint-Hilaire, édifice des XIe et XIIe siècles, remanié en 1878. La statue représentant la Sainte Trinité, du XVIe siècle, provient de l'ancienne église d'Attemesnil.
- Monument aux morts.
- Deux tombes militaires de la guerre 1914-1918 au cinetière.
- Croix de cimetière.
- Croix de chemin.
- Ruine de la chapelle d'Attemesnil.

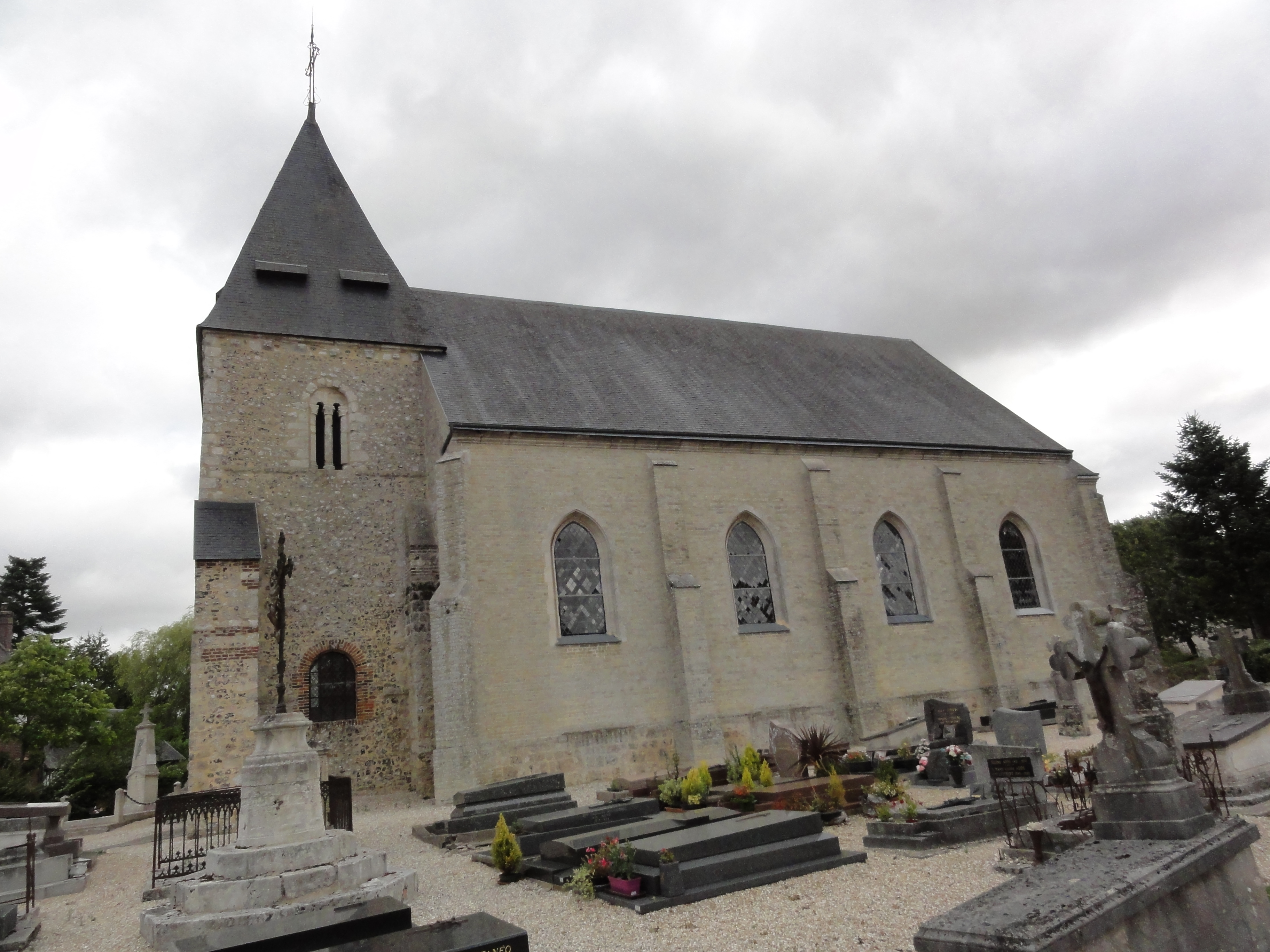
Église Saint-Hilaire.
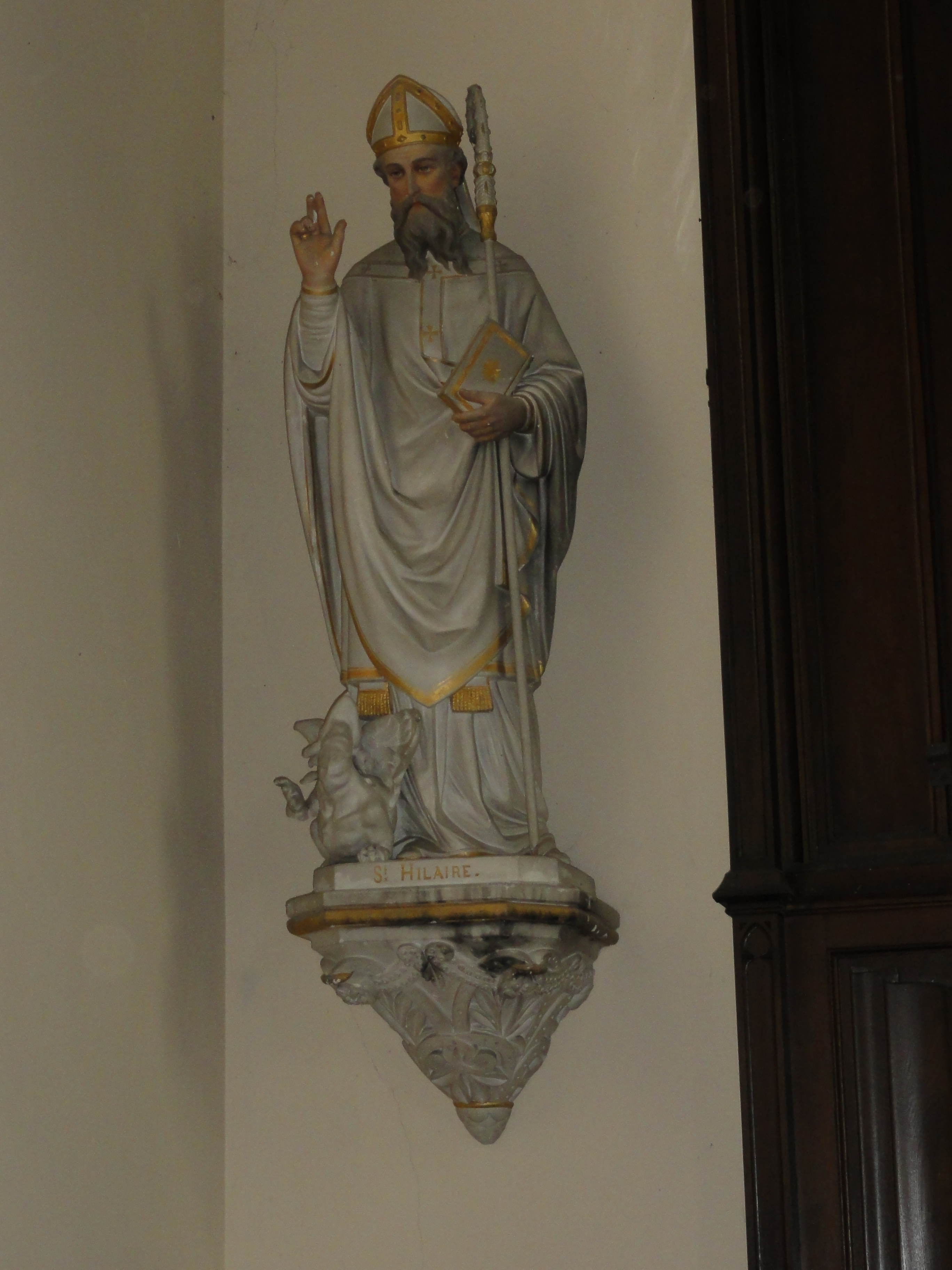
Statue de saint Hilaire.
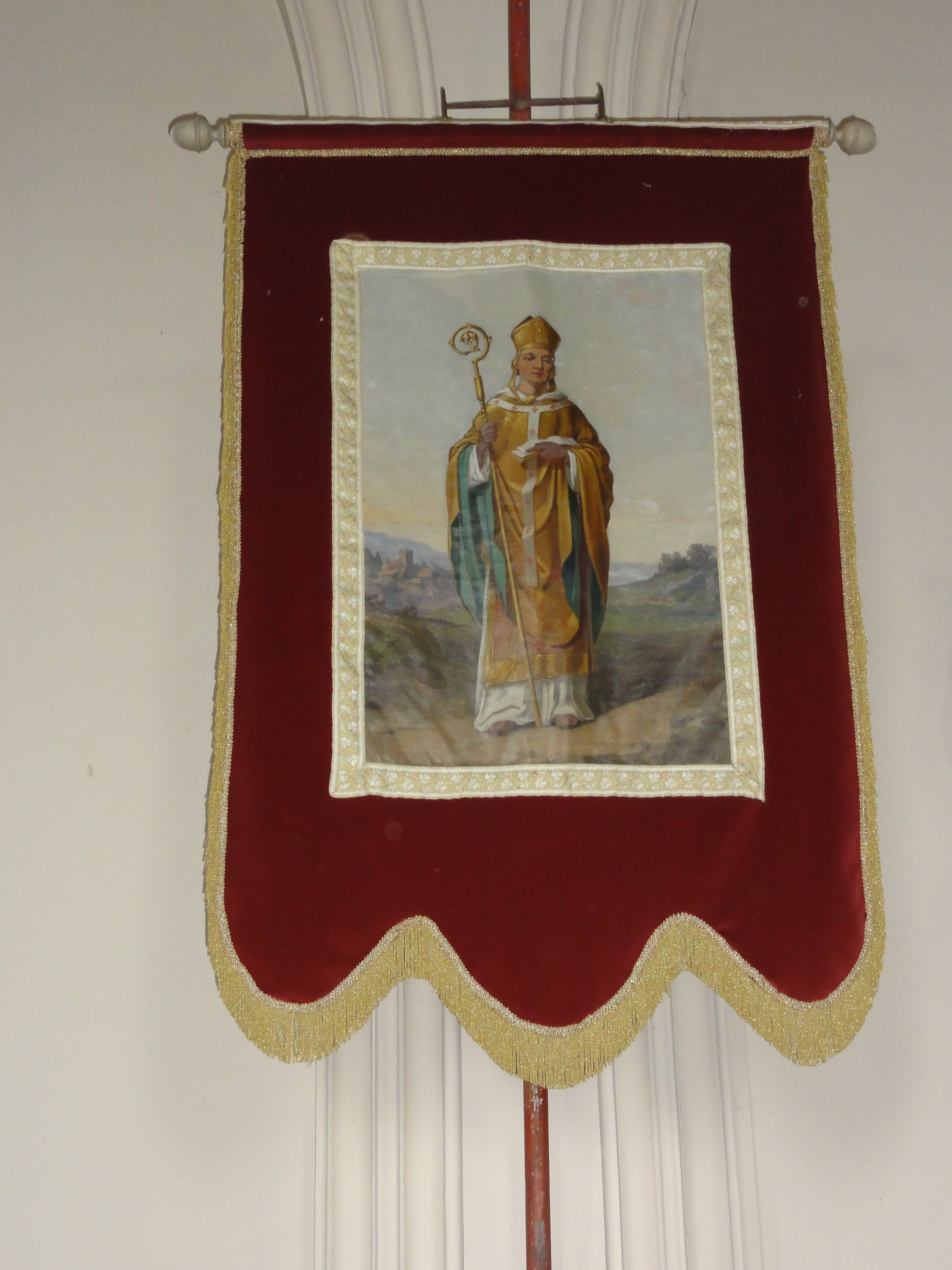
Bannière de procession, Saint Hilaire.
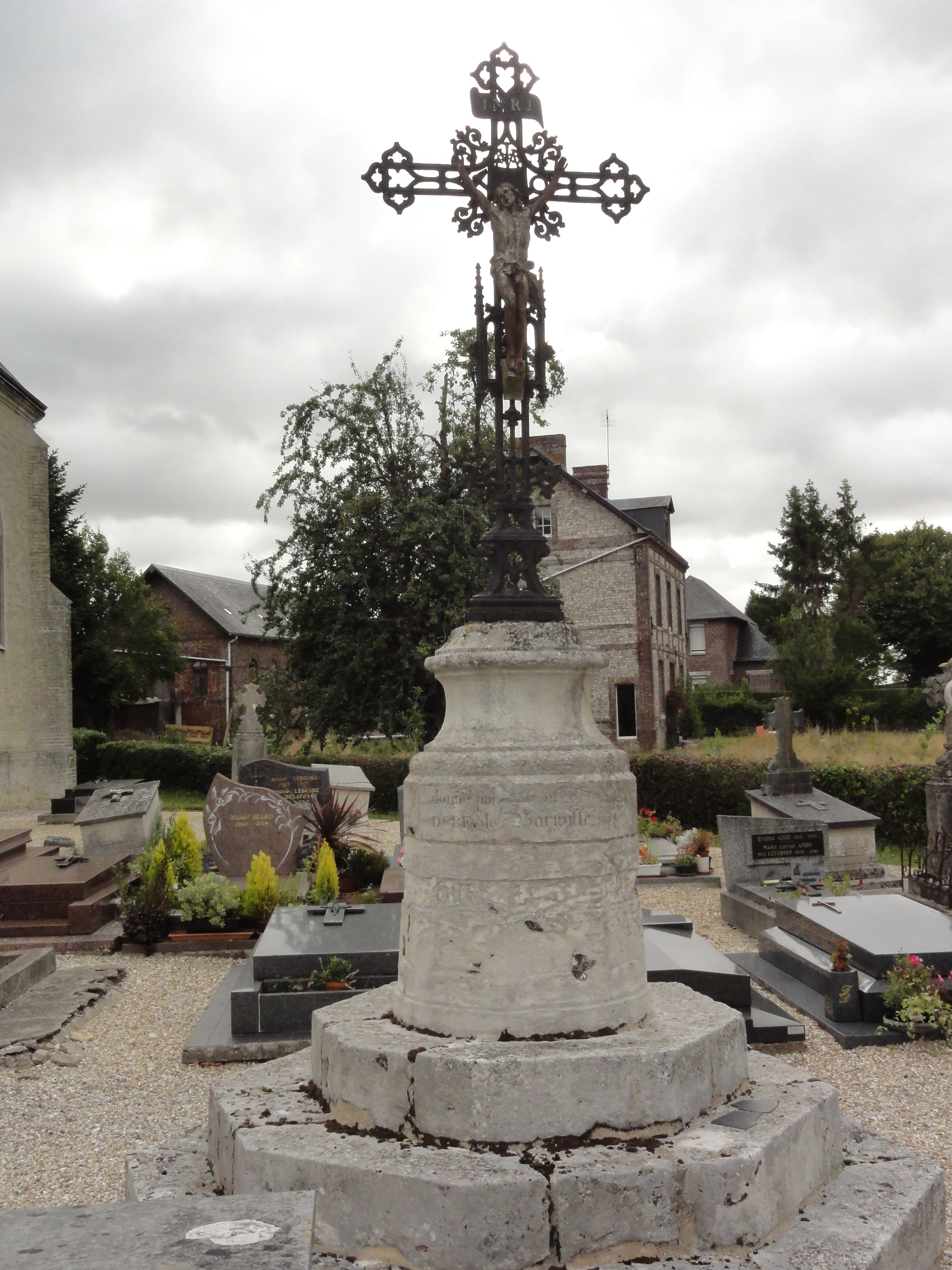
Croix du cimetière.
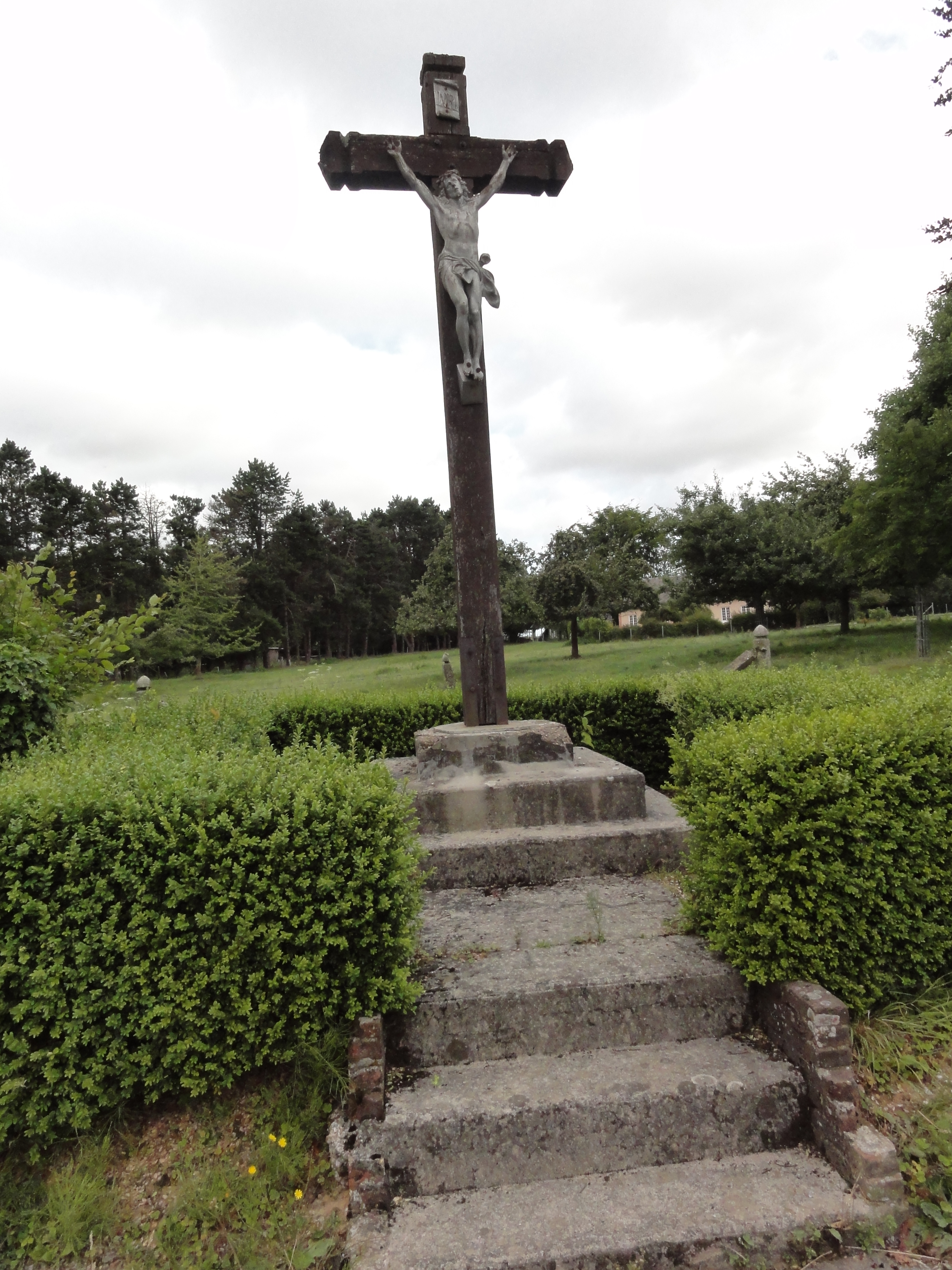
Croix de chemin.

### Personnalités liées à la commune
- Abbé Prieur (1864-1925), curé de la paroisse, évoqué dans le livre Mon curé de Jehan Le Povremoyne.